# Hitman: Blood Money
Hitman: Blood Money (букв. с англ. — «Наёмный убийца: Кровавые деньги», официально локализована как «Hitman: Кровавые деньги») — компьютерная игра 2006 года в жанре стелс-экшена, разработанная датской студией IO Interactive и изданная Eidos Interactive. Четвёртая игра серии Hitman.
Предыдущая игра серии — Hitman: Contracts. Следующая — Hitman: Absolution.

## Игровой процесс
Игра представляет собой стелс-экшен с элементами песочницы: основная суть заключается в том, что игрок должен бесшумно устранять свои цели, используя все возможности, будь то слиться с окружением или подстроив несчастный случай. В игре появилось множество нововведений по сравнению с предыдущими играми в серии, а именно: возможность взять в заложники неигрового персонажа и отстреливаться, прикрываясь им как щитом; подстроить жертве «несчастный случай»; модернизировать оружие (например, поставить на пистолет двукратный оптический прицел, глушитель, лазерный целеуказатель и т. д.).
В игру вернулась возможность получать деньги за выполненное задание. На эти деньги можно модернизировать оружие, подкупать свидетелей и полицию, сменить личность. Появилась статистика узнаваемости: если протагонист ворвался в дом с автоматом наперевес, уничтожил всю охрану и был зафиксирован видеокамерой, его фотография появится на передовице местной газеты. Соответственно, на следующем задании ему не дадут спокойно пройти мимо охраны. Движок Glacier претерпел множество косметических доработок. Игра стала вмещать в себя больше моделей на уровнях: например, на празднике Марди Гра в одной локации находится 2000 неигровых персонажей.
После каждой выполненной миссии игрок получает возможность почитать газету, в которой описывается совершённое им убийство и цитируются предположения полиции относительно произошедшего. Также, если известность 47-го высока, то в газетах может печататься его фоторобот. Даже в случае выполнения миссии на ранг Бесшумный Убийца в газетах всё равно будут печатать «Разыскивается бесшумный убийца…».
В переиздании Reprisal появились некоторые нововведения, а именно: управление с помощью гироскопа, мини-карта в углу экрана и режим «Инстинкт», который дебютировал в Hitman: Absolution.

## Сюжет
Игра начинается с воспоминания 47-го о контракте в парке развлечений Балтимора, где 2 года назад из-за поломки колеса обозрения погибло много людей. В январе 2004-го отец одной из жертв сделал заказ Агентству на убийство бывшего директора парка, которого по странному стечению обстоятельств оправдали на суде. 47-й, сбежав от европейских конкурентов в США, соглашается выполнить этот контракт.
Осень 2006 года. Репортёр известной газеты, Рик Хендерсон, приезжает к бывшему директору ФБР Лиланду «Джеку» Александру, чтобы взять интервью по поводу недавнего нападения на Белый дом, но Александр использовал согласие на интервью как предлог для того, чтобы рассказать о таинственном 47-м. Они начинают обсуждать действия 47-го за последние два года (2004—2006). Александр рассказывает репортёру о том, как он охотился на 47-го, поскольку якобы боялся, что недобропорядочные люди могут использовать его для создания целой армии идеальных клонов. В то, что рассказывает Александр, Хендерсон не особо верит. Александр говорит, что однажды ему наконец удалось выйти напрямую на 47-го. Лиланд также упоминает, что бумаги Орт-Майера, одного из создателей 47-го, ходят по рукам, однако он не говорит, что они являются лишь общими исследованиями, на основе которых и были созданы недолговечные клоны «Франчайза». Документы с самыми важными исследованиями Агент 47 забрал с собой и спрятал в неизвестном месте.
Оперативников Агентства устраняют одного за другим. Диана вынуждена закрыть Агентство. 15 августа 2005 года 47-й уезжает из Лас-Вегаса после очередного задания, но встречает старого знакомого агента ЦРУ Смита. 47-й сначала хочет убить Смита, но тот предлагает 47-му миссию, за которую киллер получит несколько миллионов долларов — 47-й должен убить вице-президента Дэниела Морриса и клона-альбиноса Марка Парчецци III, который получил заказ на убийство президента. Они оба представляют теневую организацию, занимающуюся клонированием, которая желает монополизировать этот рынок, а президент со своим желанием легализовать клонирование может сильно помешать планам этой организации. 47-му удаётся выполнить задание 22 сентября, которое позже назовут «Атакой на Белый дом». Оперативники врага начинают охотиться на 47-го, и он вынужден спрятаться в своём убежище в Балтиморе. Вскоре его без предупреждения навещает Диана, которая говорит, что знает, как избавиться от «Франчайза». Она обманом вкалывает ему яд, и в убежище тут же врывается группа оперативников, чтобы забрать тело.
После этого рассказа Джек говорит репортёру, что так ему, наконец, удалось захватить 47-го. В качестве доказательства он отвозит его на похороны 47-го, которые как раз проходят в это время.
Тело 47-го лежит в гробу в окружении охраны. Диана тайком наносит себе что-то на губы, подходит к нему, кладёт ему на грудь сильверболлеры и целует. Становится понятно, что «яд», который она ввела 47-му, ненастоящий, а на губах у неё антидот (с помощью «яда» 47-й ранее вызволил из клиники агента Смита). Идут ненастоящие титры: если игрок догадается, как привести 47-го в себя, главный герой встаёт с пистолетами, и появляется задание убить всех свидетелей в округе, включая Лиланда и репортёра. Если нет, то тело 47-го опускают вниз и кремируют.
Через некоторое время после этой бойни, Диана вновь открывает Агентство в Копенгагене. Она получает звонок от кого-то, кого она называет «Ваше Величество», и сообщает ему, что 47-й бесследно пропал. В это время 47-й в потрёпанном борделе заказывает номер у владельца, который уводит его за кулисы, в это время экран темнеет и начинаются заключительные титры.

### Связь с другими играми серии
Вторая миссия — предыстория последнего уровня Contracts («Охотник и жертва»), в списке целей значатся три человека — оперный певец, посол и начальник полиции, причём первые две уже значились как выполненные. Миссия «Опустить занавес» рассказывает, как 47-й убивал этих двоих (имена в Contracts и Blood Money отличаются) и как его обнаружили агенты GIGN.
В игре также появляется постоянно попадающий в передряги агент ЦРУ Смит, которому 47-й ранее неоднократно помогал из них выпутываться.

## Саундтрек
Hitman: Blood Money Original Soundtrack, написанный Йеспером Кюдом, был выпущен 30 мая 2006 года компаниями Sumthing Else и Eidos.
| №   | Название                            | Длительность |
| --- | ----------------------------------- | ------------ |
| 1.  | «Apocalypse»                        | 4:33         |
| 2.  | «Secret Invasion»                   | 5:06         |
| 3.  | «Before the Storm»                  | 2:40         |
| 4.  | «47 Attacks»                        | 2:12         |
| 5.  | «Hunter»                            | 6:21         |
| 6.  | «Action in Paris»                   | 3:10         |
| 7.  | «Amb Zone»                          | 3:56         |
| 8.  | «Night Time In New Orleans»         | 3:17         |
| 9.  | «Vegas»                             | 6:28         |
| 10. | «Club Heaven»                       | 5:52         |
| 11. | «Invasion on the Mississippi River» | 4:15         |
| 12. | «Rocky Mountains»                   | 2:41         |
| 13. | «Day Light in New Orleans»          | 4:43         |
| 14. | «Trouble in Vegas»                  | 3:35         |
| 15. | «Funeral»                           | 2:47         |
| 16. | «Main Title»                        | 3:05         |

## Оценки и награды
| Сводный рейтинг       | Сводный рейтинг | Сводный рейтинг | Сводный рейтинг | Сводный рейтинг |
| Издание               | Оценка          | Оценка          | Оценка          | Оценка          |
| Издание               | PC              | PS2             | Xbox            | Xbox 360        |
| --------------------- | --------------- | --------------- | --------------- | --------------- |
| GameRankings          | 82,38 %         | 82,51 %         | 81,76 %         | 82,98 %         |
| Metacritic            | 82/100          | 83/100          | 81/100          | 82/100          |
| Иноязычные издания    |                 |                 |                 |                 |
| Издание               | Оценка          | Оценка          | Оценка          | Оценка          |
| Издание               | PC              | PS2             | Xbox            | Xbox 360        |
| 1UP.com               | B+              | B+              | B+              | B+              |
| GameSpot              | 8,2             | 8,2             | 8,2             | 8,2             |
| IGN                   | 8,0             | 8,0             | 8,0             | 8,0             |
| Русскоязычные издания |                 |                 |                 |                 |
| Издание               | Оценка          | Оценка          | Оценка          | Оценка          |
| Издание               | PC              | PS2             | Xbox            | Xbox 360        |
| Absolute Games        | 84 %            | N/A             | N/A             | N/A             |
| PlayGround.ru         | 9,0             | N/A             | N/A             | N/A             |
| «Игромания»           | 8,5             | N/A             | N/A             | N/A             |
| «ЛКИ»                 | 88 %            | N/A             | N/A             | N/A             |

После выхода Hitman: Blood Money получила очень положительные отзывы. На Metacritic у игры стоит оценка в 82 балла из 100. Blood Money хвалили за улучшение геймплея по сравнению с предыдущими играми серии, но критиковали за неудобное управление и плохой искусственный интеллект у NPC.